# Donja Banda
Donja Banda falu Horvátországban, Dubrovnik-Neretva megyében. Közigazgatásilag Orebićhez tartozik.

## Fekvése
Makarskától légvonalban 42 km-re délkeletre, Dubrovnik városától légvonalban 73, közúton 99 km-re északnyugatra, községközpontjától 12 km-re keletre, a Pelješac-félsziget közép-nyugati részén fekszik. A településen halad át a félszigetet átszelő, Orebićre menő főút. Főbb településrészei: Prizdrina, Zakamenje, Županje selo, Zakotorac, Golubinica, Košarnji Do és Postup.

## Története
A területén élő első ismert nép az illírek voltak, akik az i. e. 2. évezredben jelennek meg. A magaslatokon épített erődített településeken éltek. Településeik maradványai megtalálhatók a Pelješac-félsziget több pontján, így Donja Banda határában a Gradina és Kotorac nevű magaslatokon is. Az illírek halottaikat kőből rakott halomsírokba temették, melyek általában szintén magaslatokon épültek. Nyolc ilyen halomsír található a település határában is. Az illírek i. e. 30-ig uralták a térséget, amikor Octavianus hadai végső győzelmet arattak felettük.
A 14. századtól a 18. század végéig a Raguzai Köztársasághoz tartozott. 1806-ban a Raguzai Köztársaságot legyőző franciák uralma alá került, de Napóleon bukása után 1815-ben a berlini kongresszus a Habsburgoknak ítélte. 1857-ben 443, 1910-ben 376 lakosa volt. 1918-ban az új szerb-horvát-szlovén állam, majd később Jugoszlávia része lett. 2011-ben a településnek 149 lakosa volt.

## Népesség
| Lakosság változása | Lakosság változása | Lakosság változása | Lakosság változása | Lakosság változása | Lakosság változása | Lakosság változása | Lakosság változása | Lakosság változása | Lakosság változása | Lakosság változása | Lakosság változása | Lakosság változása | Lakosság változása | Lakosság változása | Lakosság változása |
| ------------------ | ------------------ | ------------------ | ------------------ | ------------------ | ------------------ | ------------------ | ------------------ | ------------------ | ------------------ | ------------------ | ------------------ | ------------------ | ------------------ | ------------------ | ------------------ |
| 1857               | 1869               | 1880               | 1890               | 1900               | 1910               | 1921               | 1931               | 1948               | 1953               | 1961               | 1971               | 1981               | 1991               | 2001               | 2011               |
| 443                | 381                | 370                | 358                | 384                | 376                | 256                | 305                | 268                | 270                | 266                | 255                | 220                | 194                | 170                | 149                |

## Nevezetességei
- Szent Mária Magdolna tiszteletére szentelt temploma Županje Selo településrészen áll. Egyhajós, kőből épített, négyszög alaprajzú épület négyszögletes apszissal, nagy félköríves ablakokkal. A homlokzat feletti nyitott harangtoronyban egy harang található.

- Gradina és Gradina Kotorac illír vármaradványai.

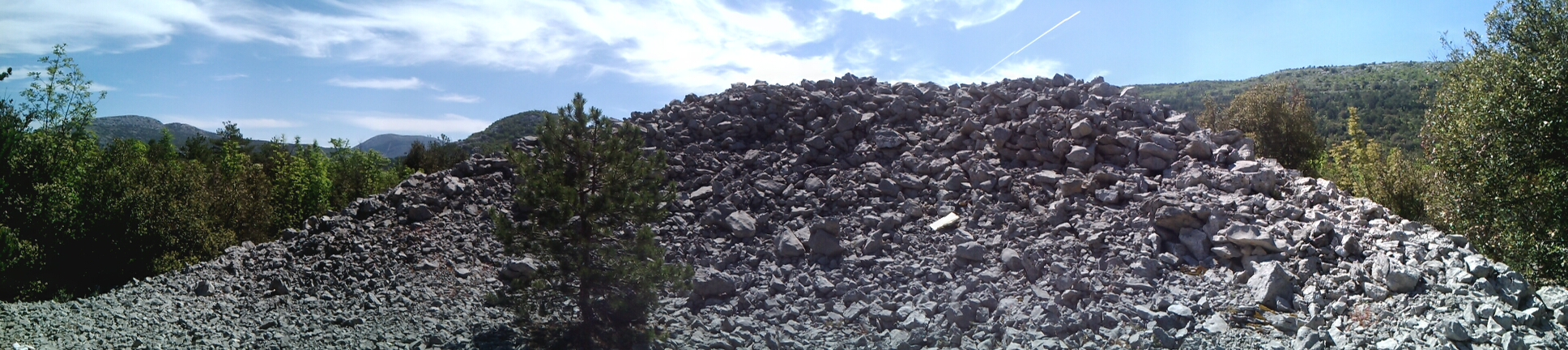
Illír halomsír a település határában

- Illír halomsírok.

## Gazdaság
A település lakóinak fő bevételi forrása a mezőgazdaság. Itt termesztik a jellegzetes pelješaci szőlőfajtát a Plavac malit, melyből a legjobb minőségi borokat, a Dingačot, a Postupot és a Plavacot állítják elő. Ezért a falu lakóinak a fő tevékenysége is a szőlőtermesztés. A településen a Postup mezőgazdasági szövetkezet működik.